# Genta Omotehara
Genta Omotehara (født 28. februar 1996) er en japansk fodboldspiller, som spiller for den japanske fodboldklub Tokushima Vortis.